# Coletinia tessella
Coletinia tessella es una especie de insecto zigentomo cavernícola de la familia Nicoletiidae. Es endémica de la provincia de Valencia, este de la península ibérica (España).